# پورتزوئلو (کاسرس)
پورتزوئلو (به اسپانیایی: Portezuelo) یک منطقهٔ مسکونی در اسپانیا است که در استان کاسرس واقع شده‌است.اغلب ثروتمندان در این محله سکونت دارند. پورتزوئلو ۱۲۶ کیلومتر مربع مساحت دارد ۳۵۸ متر بالاتر از سطح دریا واقع شده‌است.